# Timorgråfågel
Timorgråfågel (Edolisoma timoriense) är en fågel i familjen gråfåglar inom ordningen tättingar.

## Utbredning och systematik
Timorgråfågel delas in i tre underarter med följande utbredning:
- Edolisoma timoriense kalaotuae – ön Kalaotoa i Floreshavet
- Edolisoma timoriense emancipatum – ön Tanahjampea i Floreshavet
- Edolisoma timoriense timoriense – Lembata, Alor och Timor (c, e Lesser Sundas) i centrala och östra  Små Sundaöarna

Arten inkluderades tidigare i Edolisoma tenuirostre, men urskildes 2024 som egen art baserat på skillnader i morfologi och genetik.

### Släktestillhörighet
Den liksom flertalet taxa placerades tidigare i Coracina, men DNA-studier visar att det släktet är parafyletiskt visavi drillfåglarna i Lalage.

## Status
IUCN urskiljer den inte som egen art, varför dess hotstatus ej bestämts.